# Arrondissement del dipartimento dell'Allier
Gli arrondissement del dipartimento dell'Allier, nella regione francese dell'Alvernia-Rodano-Alpi, sono tre: Montluçon (capoluogo Montluçon), Moulins (Moulins)  e Vichy (Vichy).

I tre arrondissement del dipartimento dell'Allier nella regione Alvernia-Rodano-Alpi, dal 2017

## Composizione

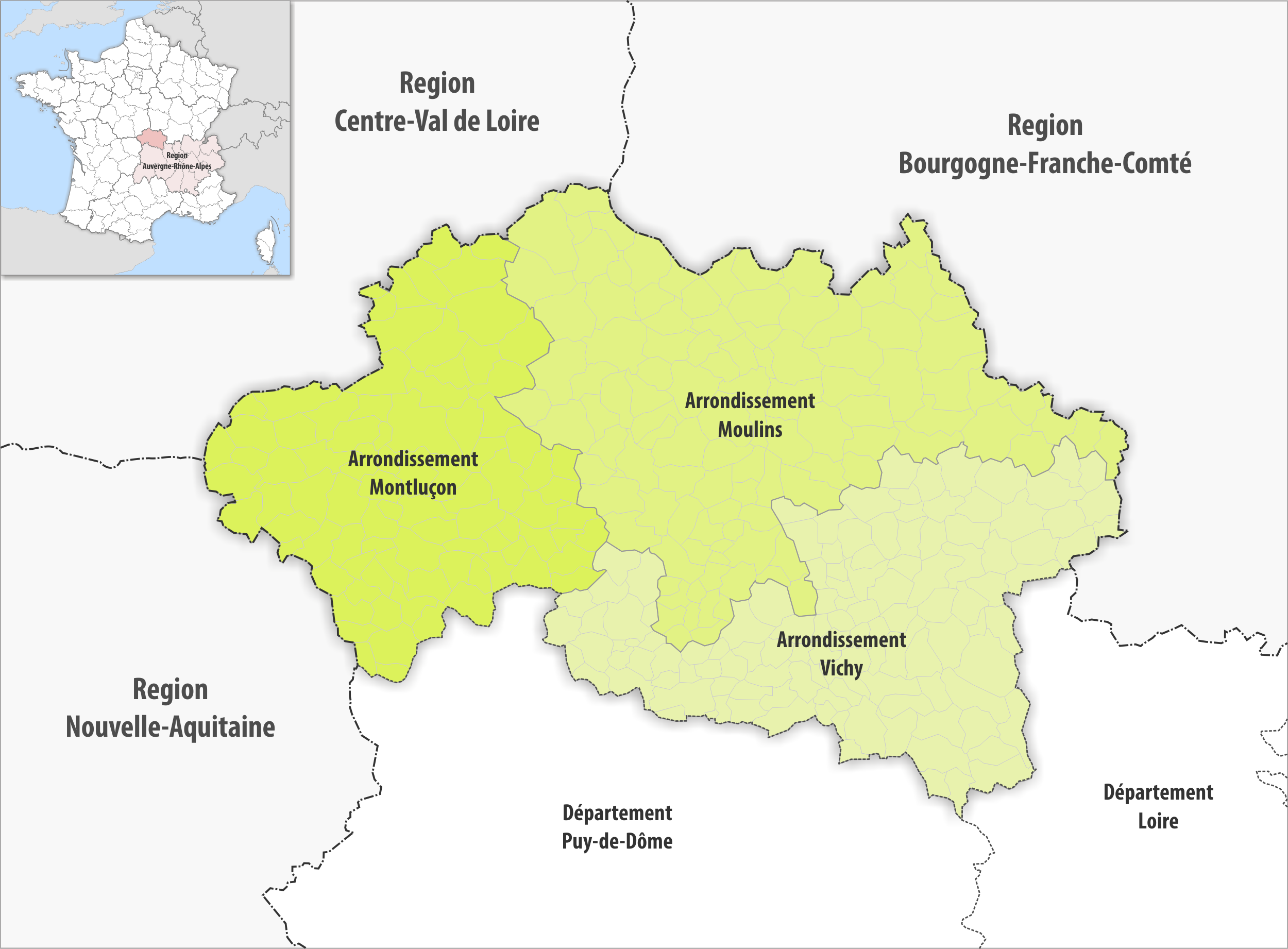
Mappa degli arrondissement del dipartimento dell'Allier

| Nome                        | Codice INSEE | N° di comuni | Superficie km2 | Popolazione | Densità (abitanti/km2) |
| --------------------------- | ------------ | ------------ | -------------- | ----------- | ---------------------- |
| Arrondissement di Montluçon | 31           | 89           | 2 116,8        | 106 650     | 50                     |
| Arrondissement di Moulins   | 32           | 109          | 2 957,9        | 105 526     | 36                     |
| Arrondissement di Vichy     | 33           | 119          | 2 265,5        | 124 995     | 55                     |
| Dipartimento dell'Allier    | 03           | 317          | 7 340,2        | 337 171     | 46                     |

## Storia
- 1790: istituzione del dipartimento dell'Allier con sette distretti: Cérilly, Cusset, Gannat, Le Donjon, Montluçon, Montmarault, Moulins.
- 1800: istituzione degli arrondissement di: Moulins, Gannat, Lapalisse, Montluçon.
- 1926: soppressione dell'arrondissement di Gannat.[5][6]
- 1942: Vichy sostituisce Lapalisse come capoluogo d'arrondissement.
- 2017: modifiche dei confini territoriali degli arrondissement per "coerenza amministrativa e adattamento ai centri di interesse della vita". I confini degli arrondissement sono modificati con trasferimento di 18 comuni:
  - uno dall'arrondissement di Vichy all'arrondissement di Moulins;
  - tre sono trasferiti dall'arrondissement di Moulins all'arrondissement di Vichy;
  - 14 dall'arrondissement di Montluçon all'arrondissement di Vichy.[7]